# Roger Melis
Pour les articles homonymes, voir Melis.
 (mars 2025).
Si vous disposez d'ouvrages ou d'articles de référence ou si vous connaissez des sites web de qualité traitant du thème abordé ici, merci de compléter l'article en donnant les références utiles à sa vérifiabilité et en les liant à la section « Notes et références ».
 (mars 2025).
La mise en forme du texte ne suit pas les recommandations de Wikipédia : il faut le « wikifier ».
Les points d'amélioration suivants sont les cas les plus fréquents. Le détail des points à revoir est peut-être précisé sur la page de discussion.
- Les titres sont pré-formatés par le logiciel. Ils ne sont ni en capitales, ni en gras.
- Le texte ne doit pas être écrit en capitales (les noms de famille non plus), ni en gras, ni en italique, ni en « petit »…
- Le gras n'est utilisé que pour surligner le titre de l'article dans l'introduction, une seule fois.
- L'italique est rarement utilisé : mots en langue étrangère, titres d'œuvres, noms de bateaux, etc.
- Les citations ne sont pas en italique mais en corps de texte normal. Elles sont entourées par des guillemets français : « et ».
- Les listes à puces sont à éviter, des paragraphes rédigés étant largement préférés. Les tableaux sont à réserver à la présentation de données structurées (résultats, etc.).
- Les appels de note de bas de page (petits chiffres en exposant, introduits par l'outil «  Source ») sont à placer entre la fin de phrase et le point final[comme ça].
- Les liens internes (vers d'autres articles de Wikipédia) sont à choisir avec parcimonie. Créez des liens vers des articles approfondissant le sujet. Les termes génériques sans rapport avec le sujet sont à éviter, ainsi que les répétitions de liens vers un même terme.
- Les liens externes sont à placer uniquement dans une section « Liens externes », à la fin de l'article. Ces liens sont à choisir avec parcimonie suivant les règles définies. Si un lien sert de source à l'article, son insertion dans le texte est à faire par les notes de bas de page.
- La présentation des références doit suivre les conventions bibliographiques. Il est recommandé d'utiliser les modèles {{Ouvrage}}, {{Chapitre}}, {{Article}}, {{Lien web}} et/ou {{Bibliographie}}. Le mode d'édition visuel peut mettre en forme automatiquement les références.
- Insérer une infobox (cadre d'informations à droite) n'est pas obligatoire pour parachever la mise en page.

Pour une aide détaillée, merci de consulter Aide:Wikification.
Si vous pensez que ces points ont été résolus, vous pouvez retirer ce bandeau et améliorer la mise en forme d'un autre article.
Roger Melis, né à Berlin le 20 octobre 1940 et mort le 11 septembre 2009 idem, était un allemand photographe de portraits, de reportages et de mode. En tant que cofondateur et promoteur de la photographie d'auteur est-allemande, il compte parmi les photographes les plus connus de la RDA.

## Biographie
Roger Melis était le fils de la journaliste Nora Monica Melis-Rosenthal et du sculpteur Fritz Melis (de). Melis a grandi dans la maison du poète Peter Huchel à l'ouest de Berlin et, à partir de 1952, à Wilhelmshorst près de Potsdam. Huchel était son beau-père. De 1957 à 1960, il a fait un apprentissage de photographe, puis a navigué pendant six mois comme mousse. À partir de 1962, il a travaillé comme photographe scientifique à la clinique universitaire « Charité » de Berlin. Parallèlement, il réalise à partir de 1962 ses premiers portraits de poètes et d'artistes à l'Est et à l'Ouest, ses premiers reportages à partir de 1966 et ses premières photographies de mode à partir de 1968 pour le célèbre magazine de mode et de culture Sibylle. À partir de 1968, il vit et travaille avec la journaliste de mode Dorothea Bertram (de), qu'il épouse en 1970. En 1968, il devient membre de l' Association des artistes plasticiens de RDA (de) et obtient l'autorisation de travailler en tant qu'indépendant. En 1969, il fonde avec Arno Fischer, Sibylle Bergemann et d'autres le groupe de photographie Direkt. De 1978 à 1990, il a enseigné à l'École supérieure d'art de Berlin-Weißensee (de).
Melis s'est fait connaître par son travail de photographe de mode pour le magazine Sibylle et par ses photographies de reportage pour Neue Berliner Illustrierte, Wochenpost, Die Zeit, Frankfurter Allgemeine Zeitung, Süddeutsche Zeitung et Geo, mais surtout par ses portraits pénétrants d'écrivains et d'artistes comme Anna Seghers, Peter Huchel, Christa Wolf, Thomas Brasch, Wolf Biermann, Franz Fühmann, Heiner Müller ou Sarah Kirsch.
En raison d'une contribution commune avec le dissident Erich Loest pour la revue Geo, il ne fut plus autorisé à travailler pour la presse est-allemande à partir de 1982 et se concentra sur des projets de livres et d'expositions. Son livre de photos Paris zu Fuss (Paris à pied), paru en 1986, fut le premier livre de photos d'un photographe est-allemand qui racontait la vie dans une ville étrangère avec les moyens de la photographie de rue. Avec un tirage de 40.000 exemplaires, cette publication comptait parmi les livres de photos les plus populaires en RDA.
À partir de 1989, il s'est remis à la photographie de reportage et de portrait et, de 1993 à 2006, il a enseigné la photographie à l'association Lette de Berlin.
Avec le livre de photos In einem stillen Land (Dans un pays tranquille), Melis a présenté un portrait complet de la RDA et de ses habitants, ce qui lui a valu une grande reconnaissance en tant que « maître du photoréalisme est-allemand » (Die Zeit). En 2008, il a publié une collection complète de ses Künstlerporträts (Portraits d'artistes) sur 40 ans, puis en 2010 le volume Am Rande der Zeit (Au bord du temps) avec des photographies de la vie villageoise en RDA.
En 2009, Roger Melis a succombé à un long cancer à l'âge de 68 ans.
Après que le Suermondt-Ludwig-Museum d'Aix-la-Chapelle ait organisé une première exposition en 2009, la galerie C/O Berlin (de) a présenté en 2010, sous le titre « Roger Melis. Chroniste et flâneur » à la Postbahnhof de Berlin, une première rétrospective complète. En 2019, la fondation Reinbeckhallen a de nouveau consacré à Roger Melis une rétrospective de ses photographies de la RDA sous le titre Die Ostdeutschen, accompagnée d'un ouvrage du même nom contenant des photographies de sa succession. Suivirent en 2020 une nouvelle édition du recueil à succès Paris à pied, accompagnée de plusieurs expositions, en 2021 la collection de portraits Thea consacrée à son épouse Dorothea Melis (de) et en 2022 une coupe transversale de sa photographie de mode, produite à grands frais.
L'héritage photographique de Roger Melis est géré par son beau-fils, le publiciste et concepteur de livres Mathias Bertram (de). En 2021, l'Akademie der Künste a créé des Archives Roger Melis qui reprendront successivement le fonds. Dans un premier temps, l'Académie a reçu une collection de 900 portraits d'auteurs et d'artistes.

## Citations
« Melis allie la rigueur enregistreuse d'un August Sander, le premier portraitiste des classes sociales allemandes, à l'attention gracieuse et artistique d'un Henri Cartier-Bresson pour les sensations du quotidien. » (Peter von Becker, 2007)
« Les travaux de Roger Melis, des photographies en noir et blanc dont la clarté et la composition rappellent la composition réfléchie et minutieuse des tableaux anciens, montrent un autre monde et d'autres personnes que les photos publiées dans la presse dirigée par l'État. Melis savait attendre que le regard s'ouvre, que l'homme devienne visible, qu'il soit avec lui-même et se montre. » (Christoph Hein, 2007)
« La photographie de rue avait une valeur particulière dans le bloc de l'Est et en RDA. Les travaux d' Antanas Sutkus, Boris Mikhailov, Josef Koudelka ou Roger Melis étaient toujours politiques, car ils parcouraient des réalités qui contrecarraient l'image officielle. » (Lennart Laberenz, 2020)

## Œuvres dans les collections
- Akademie der Künste, Berlin
- Berlinische Galerie, Berlin
- Brandenburgisches Landesmuseum für moderne Kunst, Cottbus
- Deutsches Historisches Museum, Berlin
- Deutsches Literaturarchiv, Marbach
- Fondazione Mast, Bologna
- Jüdisches Museum Berlin
- Kunstmuseum Moritzburg Halle (Saale)
- Metropolitain Museum of Art, New York
- Musée de l‘Elyseé, Lausanne
- Haus der Geschichte, Bonn
- Kupferstich-Kabinett Dresden
- Sammlung Reinbeckhallen, Berlin
- Sammlung Gabriele König, Aachen
- Städel Museum, Frankfurt am Main
- Zeitgeschichtliches Forum, Leipzig

## Publications
Monographies
- Roger Melis: Paris zu Fuß. Mit einem Vorwort von Stephan Hermlin. Volk und Welt, Berlin 1986; Neuausgabe: Paris zu Fuß. Ausgewählte Fotografien aus dem Nachlass. Herausgegeben von Mathias Bertram, Lehmstedt, Leipzig 2020.
- Michael Davidis (Hrsg.): Roger Melis: Berlin – Berlin. Schriftstellerporträts aus 30 Jahren. Mit einem Vorwort von Klaus Völker. Deutsches Literaturarchiv, Marbach am Neckar 1992
- Roger Melis mit Oliver Schwarzkopf, Beate Rusch (Hrsg.): Wolf Biermann: ausgebürgert. Mit abschweifenden Anmerkungen und wichtigen Nichtigkeiten von Wolf Biermann, eingeleitet durch ein Interview von Renate Oschlies und Michael Maier. Schwarzkopf & Schwarzkopf, Berlin 1996,  (ISBN 3-89602-060-9).
- Roger Melis: London zu Fuß. Schwarzkopf & Schwarzkopf, Berlin 1999.
- Roger Melis: In einem stillen Land. Fotografien 1964–1989. Lehmstedt, Leipzig 2007, 3. Auflage 2009.
- Roger Melis: Künstlerporträts. Fotografien 1962–2002. Lehmstedt, Leipzig 2008.
- Roger Melis: Am Rande der Zeit. Fotografien 1973–1989. Herausgegeben von Mathias Bertram. Lehmstedt, Leipzig 2010.
- Roger Melis: In einem stillen Land / In a silent country. Fotografien 1965 bis 1989. Neuausgabe. Herausgegeben von Mathias Bertram, Lehmstedt, Leipzig 2019 (all./angl.).
- Roger Melis: Die Ostdeutschen / The East Germans. Fotografien aus dem Nachlass 1964–1990. Herausgegeben von Mathias Bertram. Lehmstedt, Leipzig 2019 (all./angl.).
- Roger Melis: Paris zu Fuß / Paris by foot. Ausgewählte Fotografien. Herausgegeben von Mathias Bertram. Mit einem Vorwort von Sonia Voss. Lehmstedt, Leipzig 2020. (all./angl.).
- Roger Melis: Thea. Porträts und Momente / Portraits and Moments. Herausgegeben von Mathias Bertram. Leipzig 2021. (all./angl.)
- Roger Melis: Modefotografie / Fashion Photography. 1967-1990. Herausgegeben von Mathias Bertram und Ulrike Vogt. Leipzig 2022.

## Expositions personnelles
- Pressefotografien. Galerie Berlin, Berlin 1978.
- Kunsthochschule Weißensee, Berlin 1979.
- Paris zu Fuß. Galerie Sophienstraße, Berlin 1984.
- Fotogalerie am Helsingsforser Platz, Berlin 1987. (Katalog)
- Prenzlauer Berg und anderswo – Künstlerporträts. Galerie M, Berlin 1989. (Katalog)
- Dichter in Berlin, Kulturbrauerei, Berlin 1993.
- In einem stillen Land. Willy-Brandt-Haus, Berlin 2007; Zeitgeschichtliches Forum, Leipzig 2008; Kunsthaus Meyenburg, Nordhausen 2009; BStU, Rostock 2009; Stadtbibliothek, Chemnitz 2009
- Künstlerporträts. Galerie Argus Fotokunst, Berlin 2008; Lehmannsche Buchhandlung, Leipzig 2008; Jagdschloß Granitz, Rügen 2008; Gleimhaus, Halberstadt 2009; EineArtGalerie, Rangsdorf 2012.
- Fotografien 1965–1989. Suermondt-Ludwig-Museum, Aachen 2009/10
- Chronist und Flaneur. Retrospektive. C/O Berlin, Berlin 2010.
- Die Sibylle-Jahre. Modefotografien. Galerie für Moderne Fotografie, Berlin 2012.
- Marzahn 1983. Bilder einer neuen Stadt, Galerie für moderne Fotografie, Berlin, 2017
- Die Ostdeutschen. Reinbeckhallen, Berlin 2019
- Paris. Blicke. Städtische Galerie Fellbach, 2020
- Paris zu Fuß. Galerie Argus Fotokunst, Berlin 2020
- Roger Melis – In einem stillen Land. Museum und Galerie Falkensee, 2020
- Roger Melis – In einem stillen Land. Dokumentationszentrum Alltagskultur der DDR, Eisenhüttenstadt, 2020/2021
- Antigone. Hochschule für Schauspielkunst Ernst Busch 2023
- Künstlerporträts Galerie Pankow, Berlin 2024
- Marzahn 1983. Bilder einer neuen Stadt". Galerie Fenster, Eberswalde 2025
- "Fotografie". Leonhardi Museum, Dresden 2025

## Littérature
- Ullrich Wallenburg: Ich will Wirklichkeit vermitteln. Gespräch mit Roger Melis. In: Bildende Kunst, Berlin, 6/1982, S. 297–299
- Axel Bertram: Fotografieren ohne Eitelkeit. Wochenpost 4/1982.
- Peter Voigt: Der ausgesucht banale Moment. Sonntag 31/1987, S. 5.
- Ulrich Greiner: Die Photographien von Roger Melis, Die Zeit, 4. Juni 1993
- Peter von Becker: Die Stille hinter der Mauer, Der Tagesspiegel, 3. Juni 2007
- Christoph Hein: Erzählungen aus einer versunkenen Welt. Frankfurter Allgemeine Zeitung 11. August 2007
- Fritz Rudolf Fries: In einem anderen Land. In: Neues Deutschland, 6. Oktober 2007.
- Marika Bent: Bilderreiches Leben. In: 'Märkische Allgemeine', 10. November 2007.
- Michael Davidis: Ein Klassiker der Porträtfotografie. Literaturblatt Baden-Württemberg, Heft 2, März/April 2008.
- Matthias Dell: Die Ordnung der Bilder. Freitag, 26. Dezember 2008.
- Peter von Becker: Das Auge eines Landes. C/O Berlin zeigt das grandiose Werk des DDR-Weltfotografen Roger Melis in einer Retrospektive. In: Der Tagesspiegel, 7. März 2010.
- Gabriela Walde: Der preußische Ikarus. Vom Alltag in der DDR. In: Berliner Morgenpost, 7. März 2010; Die Welt, 8. März 2010.
- Gustav Seibt: Ein Telefon klingelt ganz allein. Der Fotoband „Am Rande der Zeit“. In: Süddeutsche Zeitung, 7. Dezember 2010.
- Sabine Schmidt: Roger Melis. In: Sabine Schmid: Fotografie zwischen Politik und Bild. Entwicklungen der Fotografie in der DDR, München 2014, S. 187–191
- (de) Diane Smyth, « Roger Melis' images of East Germany », British Journal of Photography,‎ 4 décembre 2018 (lire en ligne)
- Regina Mönch: So still war das Land gar nicht. In: Frankfurter Allgemeine Zeitung, 26. April 2019
- Annett Gröschner: Bilder einer untergegangenen Welt. In: ZEIT online / 10 nach 8, 17. Mai 2019
- Freddy Langer: Wie man Ketten sprengt. In: Frankfurter Allgemeine Zeitung, 15. Oktober 2020
- Grit Thönnissen: Der klare Blick. In: Der Tagesspiegel, 16. Oktober 2021
- Michael Davidis: Roger Melis, ein Klassiker der Portraitphotographie. Verlag Ulrich Keicher, Warmbronn 2021.
- Grit Thönnissen: DDR in Hochglanz. In: Der Tagesspiegel, 21. Mai 2022
- Freddy Langer: Frühere Heirat nicht ausgeschlossen. In: Frankfurter Allgemeine Zeitung, 29. Juni 2022.

## Films et vidéos
- Der Fotograf Roger Melis – Chronist der Ostdeutschen. Film von Pamela Meyer-Arndt. MDR, 2019
- Fotografieren, was und wie man will. Roger Melis berichtet.[5]